# Stenoporpia dejecta
Stenoporpia dejecta är en fjärilsart som beskrevs av George Duryea Hulst 1896. Stenoporpia dejecta ingår i släktet Stenoporpia och familjen mätare. Inga underarter finns listade i Catalogue of Life.